# Pekariovití
Pekariovití (Tayassuidae) jsou málo početná čeleď sudokopytníků vyskytující se přirozeně pouze v Jižní a Střední Americe. Jsou to zvířata velmi podobná prasatům, proto se jim v angličtině také říká New World pigs („prasata Nového světa“). V současnosti jsou popsány 4 druhy.
Pekari se od prasat odlišují tím, že žijí ve větších skupinách až stádech, mezi jejichž členy se vytvářejí velmi těsné vztahy. Stádo obhajuje společné teritorium, jehož rozloha je obvykle menší než velikost okrsků prasat. Velikost skupin je proměnlivá, u pekariho bělobradého (Tayassu pecari) může překročit i stovku jedinců. Samci i samice pekarovitých jsou vyzbrojeni ostrými špičáky, které jsou kratší a rovnější než u prasat. Jsou to všežravci. Ve vrhu mívají pekariové několik mláďat, která na rozdíl od prasat nezahřívají, i to je důvod, proč žijí jen v teplých oblastech. Délka těla dospělce včetně hlavy se pohybuje mezi 80 a 130 cm, hmotnost bývá okolo 20–40 kg. 
Dalšími druhy jsou pekari Wagnerův (Catagonus wagneri) a pekari páskovaný (Pecari tajacu).